# Magerotte
Magerotte (en wallon : Madjerote) est un village de la commune belge de Sainte-Ode située en Région wallonne dans la province de Luxembourg.
Avant la fusion des communes de 1977, Magerotte faisait partie de la commune de Tillet.

## Situation
La localité se trouve sur une petite élévation (altitude 455 m à la chapelle) surmontant la rive gauche et le versant ouest du Laval, un ruisseau affluent de l'Ourthe occidentale.
Magerotte occupe la partie sud de la commune de Sainte-Ode entre les villages de Tillet et de Morhet (commune de Vaux-sur-Sûre).
Le village est prolongé au sud par le petit hameau de Copon bordé par la route nationale 848.

## Description
Ce petit village d'Ardenne est principalement constitué de fermes, fermettes et maisons construites en pierre du pays (moellons de grès) lui donnant une belle harmonie de ton. La présence de plusieurs hangars renforce le caractère agricole de la localité.

## Patrimoine
La chapelle dédiée à Saint Isidore date de 1869. Elle est bâtie en pierre de grès et pierre de taille dans un style néo-roman. La tour du clocher marque un léger encorbellement par rapport à ce bâtiment ne comptant qu'une seule nef. L'autel comprend un retable en chêne sculpté représentant un buste de la Vierge.
Un frêne centenaire (fraxinus excelsior) se trouve au centre du village au début de la route menant à Gérimont. Il est repris sur la liste du patrimoine immobilier classé de Sainte-Ode depuis 1993.

## Activités
Depuis mars 2014, la brasserie Demanez produit les bières artisanales et biologiques B.R.